# Climate Data Operators
Climate Data Operators (CDO) ist ein in der Klimaforschung weit verbreitetes Kommandozeilen-Programm zur Analyse und Bearbeitung von Klima- und anderen gridbasierten Daten. Es wird durch das Max-Planck-Institut für Meteorologie entwickelt und gehört zum European Network for Earth System Modelling. Es kann auf allen POSIX-kompatiblen Betriebssystemen kompiliert und ausgeführt werden. Außerdem steht eine binäre 32-bit-Windows-Version zur Verfügung.

## Geschichte
Die erste veröffentlichte Version (0.6.0) wurde 2003 von Uwe Schulzweida bereitgestellt.
Vorher hatten viele Forscher am Max-Planck-Institut für Meteorologie mit selbst geschriebenen Scripten gearbeitet, um zum Beispiel von Gitter-basierten Daten Eingabe-Daten auf die Gitter von Wettermodellen zu projizieren oder Modell-Ergebnisse auf geographische Koordinaten abzubilden. Die CDO erlauben ihnen stattdessen, eine fertige, einheitliche, verlässliche Software zu benutzen. Seitdem sind ständig Verbesserungen, Fehlerkorrekturen und die Unterstützung für mehr Datenformate hinzugekommen. Aktualisierungen werden ca. viermal jährlich veröffentlicht.